# Oron (peuple)
Pour les articles homonymes, voir Oron.
Les Oron sont une population d'Afrique de l'Ouest, vivant principalement dans la région côtière au sud-est du Nigeria, dans l'État d'Akwa Ibom.

## Ethnonymie
Selon les sources et le contexte, on observe différentes formes : Oro, Oro Ukpaban, Oronn, Orons, Oru.

## Langue
Leur langue est l'oron (ou oro), une langue bénoué-congolaise de la branche des langues Cross River.

## Culture

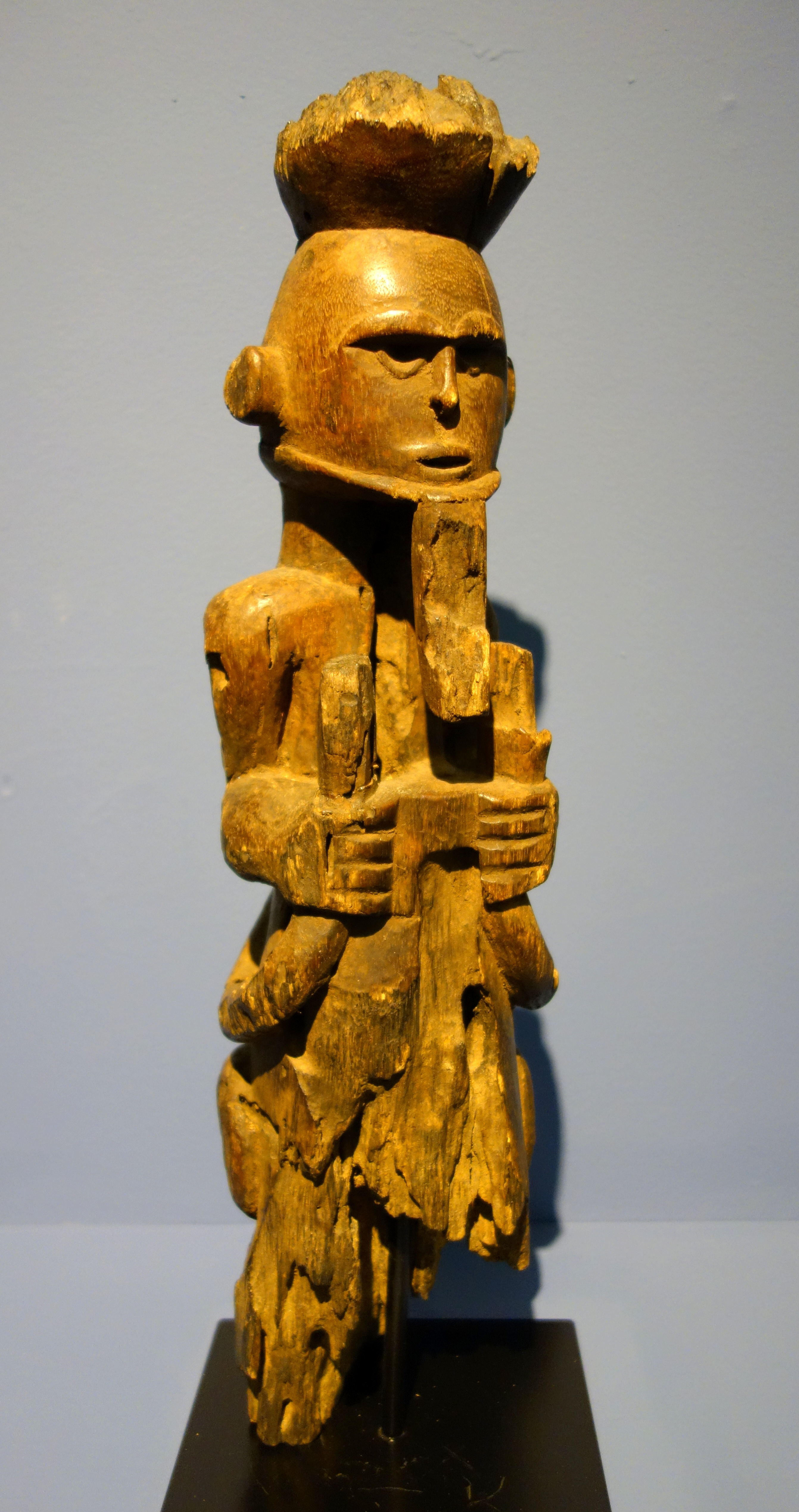
Statuette d'ancêtre (ekpu)